# Gemshorenworm
De gemshorenworm (Scolelepis (Scolelepis) squamata) is een borstelworm uit de familie Spionidae. Scolelepis (Scolelepis) squamata werd in 1806 voor het eerst wetenschappelijk beschreven door Otto Friedrich Müller als Lumbricus squamatus.

## Kenmerken
De gemshorenworm is een slanke, blauwgroene borstelworm met een maximale lengte van 5–8 cm lang en 2–3 mm breed en heeft meer dan tweehonderd segmenten wanneer ze volgroeid zijn. Het lichaam van de worm bestaat uit een kop, een cilindrisch, gesegmenteerd lichaam en een staartstukje. De kop bestaat uit een prostomium (gedeelte voor de mondopening) en een peristomium (gedeelte rond de mond). Het prostomium is ruitvormig en heeft vier ogen, trapeziumvormig gerangschikt, twee lange slanke palpen en geen centrale  antenne. Elk segment heeft een paar parapodia met chaetae (borstelharen). De dorsale lobben van de parapodia zijn lang en dun en zijn voor de helft van hun lengte met de kieuwen vergroeid. De ventrale lobben zijn afgerond en kort, en licht tweelobbig vanaf segment 20. Er zijn kieuwen (rood) op alle segmenten behalve segment 2 en de laatste zeven lichaamssegmenten.

## Verspreiding
De gemshorenworm komt voor aan beide zijden van de Atlantische Oceaan, de Middellandse Zee, de Caraïbische Zee en de Golf van Mexico. Het graaft een hol in het sediment in de lagere delen van de kust en het ondiepe sublitoraal. Meestal kiest het voor zandstranden in de intergetijdenzone en zandige en slibachtige sedimenten in subgetijdenplaten. Het verdraagt een laag zoutgehalte en wordt vaak aangetroffen in estuaria.

## Biologie
De gemshorenworm leeft in een met slijm versterkt, verticaal hol in het sediment. Het gebruikt de lange palpen om zich te voeden met organische deeltjes op de nabijgelegen zeebodem. De palpen hebben geen trilgroef, dus de deeltjes worden naar de keelholte gebracht door een samentrekking van de hele palp. Als er een waterstroom is, kan elke palp in een spiraal worden opgerold en kan het dier zich volledig voeden met zwevende deeltjes. Onderzoek van de inhoud van de darm toonde sedimentdeeltjes, fecale uitwerpselen van andere dieren en een verscheidenheid aan embryo's, larven en juveniele prooien.